# Michał Nowodworski
Michał Nowodworski (ur. 27 lipca 1831 we Włocławku, zm. 12 czerwca 1896 w Warszawie) – biskup płocki, wydawca, publicysta.
Syn Franciszka Nowodworskiego, brat Jana Nowodworskiego.
Ukończył kaliskie gimnazjum. Święcenia kapłańskie otrzymał w 1854 roku. Od 1859 roku rozpoczął współpracę z „Pamiętnikiem Religijno-Moralnym”. Dał się poznać jako wielki patriota. Został za to wywieziony do odległej guberni permskiej. Nie przerwał jednak pracy naukowej. Do kraju powrócił w 1868 roku, jednak obowiązywał go zakaz przebywania w stolicy.
W 1889 roku został mianowany ordynariuszem diecezji płockiej. Szczególną uwagę przywiązywał do podnoszenia poziomu naukowego w miejscowym seminarium duchownym, oraz do wzrostu kultury umysłowej duchowieństwa.
Pochowany w katedrze płockiej. Wystawiono mu okazały nagrobek z brązu w głównej nawie świątyni, wykonany przez Piusa Welońskiego.